# Teatro Brunet
El Teatro Brunet fue el principal teatro de la villa de Trinidad, en Cuba, durante la segunda mitad del siglo XIX. Hoy solamente permanecen sus ruinas. 

## Historia
Durante el transcurso de la primera mitad del siglo XIX, la villa de Trinidad floreció económicamente y alcanzó un desarrollo notable. En 1839, Nicolás Brunet y Muñoz, I conde de Casa Brunet, el Conde Brunet, un notable ciudadano de la villa, recibió del Capitán General de la Isla el contrato para construir un teatro y alquilarlo durante diez años. 
El teatro se inauguró en 1840 y recibió el nombre de su dueño, el conde de Casa Brunet. En 1849, fue comprado por Justo Germán Cantero en 17 000 pesos, cifra citada por Manuel de J. Béquer, historiador de la ciudad de Trinidad. La propiedad del teatro se mantuvo en su familia hasta alrededor del año 1883. 
Hacia la década de 1860, la villa de Trinidad entró en una profunda crisis económica de la que nunca se recuperó y cayó en el estancamiento del que nunca ha salido totalmente. A pesar de esta situación, el teatro se mantuvo activo durante el resto del siglo, dando muchas funciones de importantes compañías teatrales. 
Como otros importantes teatros cubanos de la época, el conde interrumpió sus funciones con el estallido de la Guerra de los Diez Años (1868-1878) y fue convertido en cuartel militar del ejército español, lo cual dañó su estructura. Tras en fin de esta guerra, el teatro reanudó sus funciones, pero volvió a ser clausurado con el inicio de la Guerra Necesaria (1895-1898). 
En el transcurso de dicha guerra, el ejército español desmanteló parte de la estructura, en busca de metal para fundir balas. Esto provocó que el techo colapsara. Luego del fin de esta guerra, el edificio se encontraba ya muy deteriorado por lo que no volvió a reanudar funciones nunca más. Lo que quedaba de la estructura se derrumbó en 1901, permaneciendo hasta la actualidad las ruinas de su entrada.